# Musée du patrimoine insulaire de Kerkennah
Le musée du patrimoine insulaire de Kerkennah est un musée privé situé dans le village d'El Abbassia dans l'archipel des Kerkennah en Tunisie.

## Histoire
Il est inauguré en 2006 et est placé sous l'égide du Centre Cercina pour les recherches sur les îles méditerranéennes dirigé par l'universitaire tunisien Abdelhamid Fehri. Ce dernier accueille le musée dans un ensemble rénové d'habitat traditionnel typique de la fin du XIXe siècle et du début du XXe siècle : le Dar El Fehri.

## Collections
La scénographie du musée propose de mettre en valeur :
- les activités traditionnelles de l'archipel liées à une économie artisanale essentiellement tournée vers la pêche ;
- des produits artisanaux utilisant l'alfa et le palmier ;
- des cérémonies traditionnelles telles que le mariage ou la circoncision ;
- des figures historiques ayant connu l'île comme Hannibal Barca, Habib Bourguiba ou encore Farhat Hached.

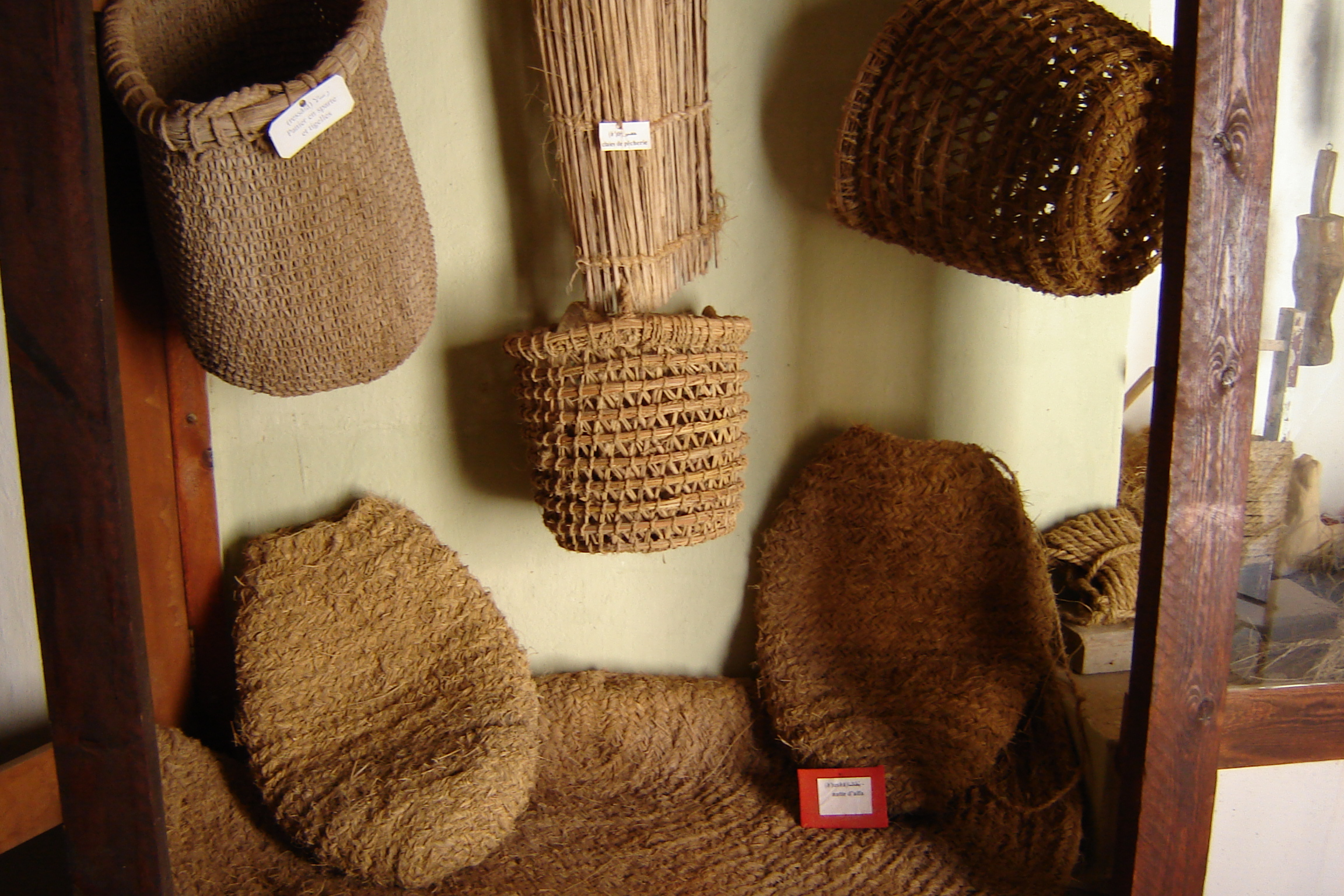
Artisanat en alfa et feuilles de palmier.
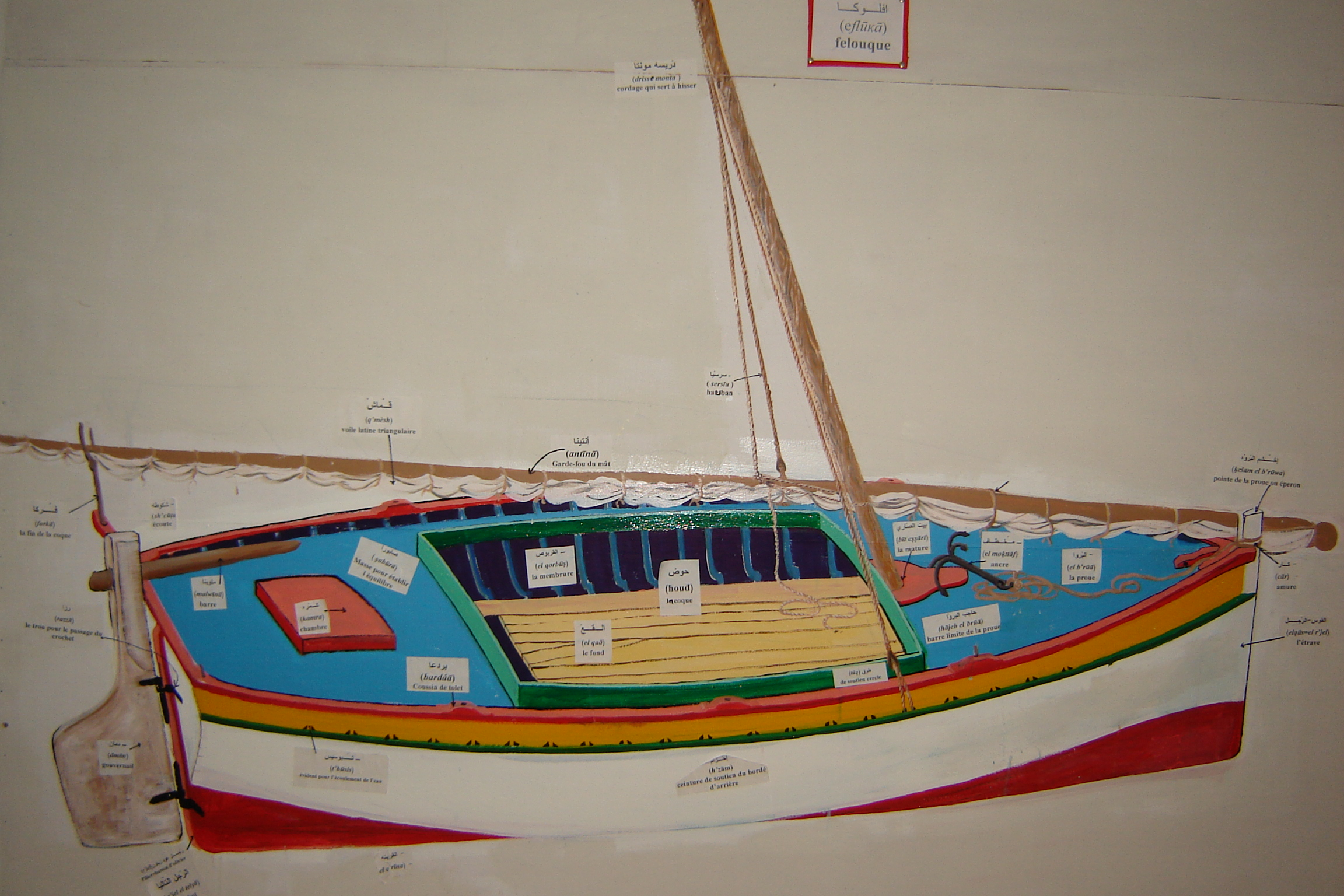
Croquis d'une felouque (flouka).
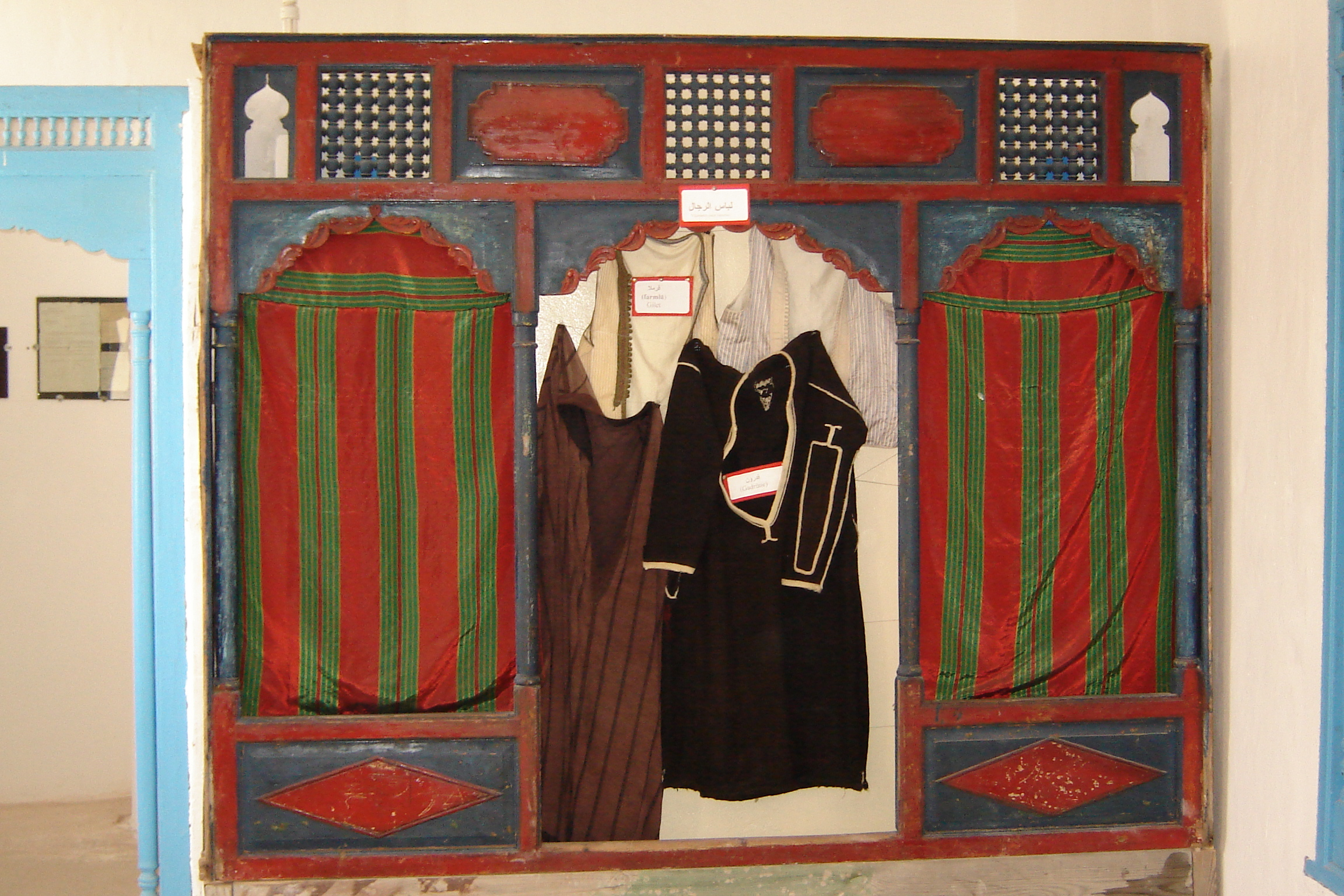
Tissus traditionnels.
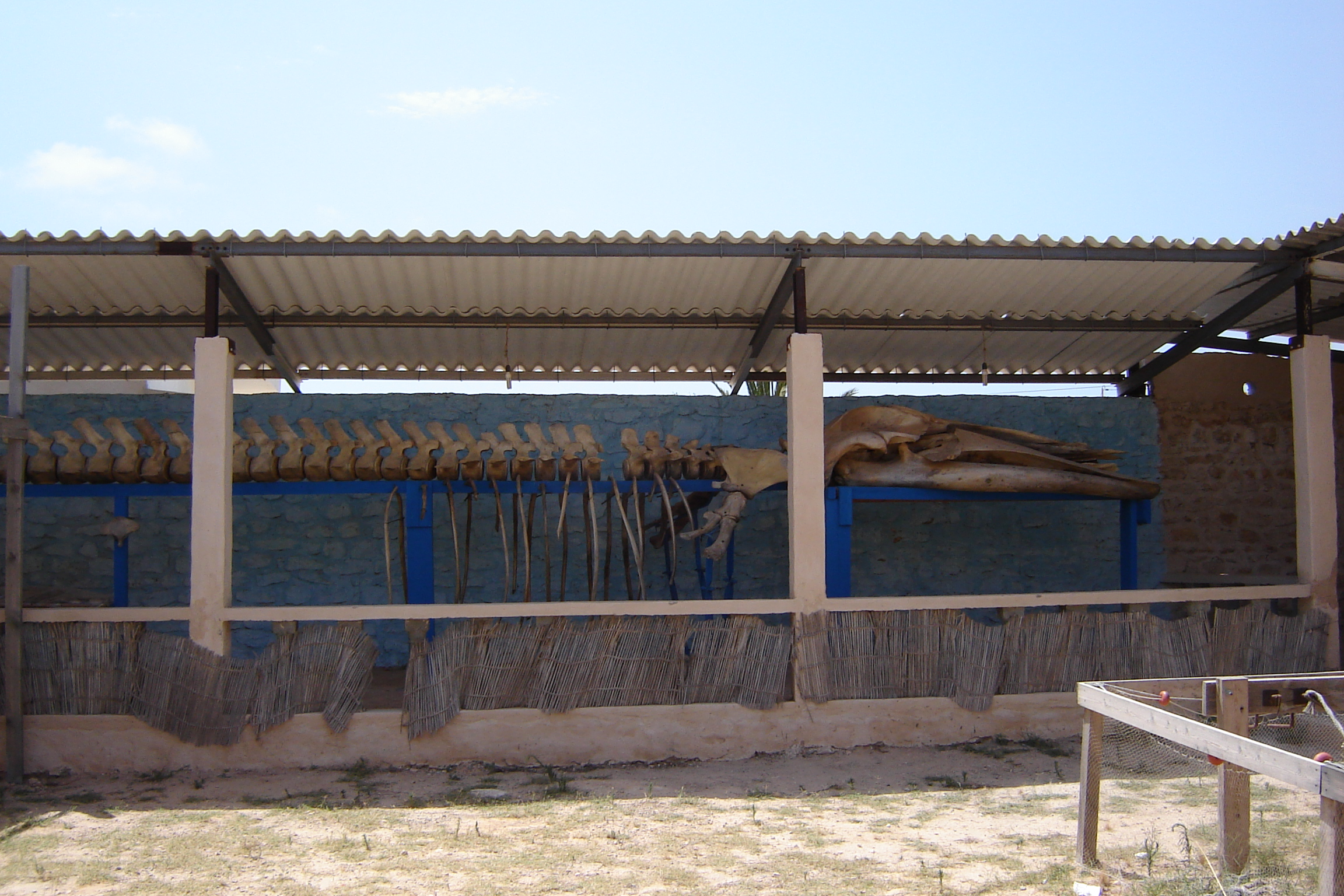
Squelette d'un cétacé échoué.

## Autres activités
Des ateliers sont organisés pour revivifier des activités ancestrales telle que la broderie. Des activités sont aussi proposées autour de l'oléiculture et de la pêche. Un espace commercial permet en outre l'achat de divers objets liés à l'île.